# Jericho Beach Music
Jericho Beach Music est un label discographique canadien de musiques du monde, folk et jazz, basé à Vancouver, en Colombie-Britannique. Il doit son nom à Jericho Beach à Vancouver.

## Histoire
Le label est fondé en 1997 et sort son premier album, Compadres de James Keelaghan (en) et Oscar Lopez. Il s'agit d'une marque de Festival Distribution (en).

## Groupes et artistes
- Kim Barlow (en)[2]
- Geoff Berner (en)
- Éric Bibb
- Laché Cercé
- Alpha Yaya Diallo[3]
- Digging Roots (en)
- E.S.L (en)
- David Francey (en)
- Martyn Joseph (en)
- James Keelaghan (en)[4]
- Ensemble Khac Chi
- Ndidi Onukwulu
- Po' Girl (en)
- Musique de la route de la soie[5]
- Tanya Tagaq
- The Wailin' Jennys